# Speocera dayakorum
Speocera dayakorum is een spinnensoort uit de familie Ochyroceratidae. De soort komt voor in Borneo.